# Кумрански ръкописи
Кумранските ръкописи, или Ръкописи от Мъртво море, са набор от 981 текста, открити край древното селище Кумран в Палестина през 1946 – 1956 г.
Текстовете, датирани между III век пр.н.е. и I век н.е., имат голямо значение за историята, религията и езикознанието, тъй като съдържат третия най-стар оцелял до днес ръкопис на Стария Завет, наред с некаконични и небиблейски ръкописи, свидетелстващи за разнопосочната религиозна мисъл в юдаизма от тази епоха.
Кумранските ръкописи вероятно представляват библиотеката на обитавала мястото еврейска секта, силно критична към свещеничеството на Втория храм и може би свързана с есеите. Включват пълното съдържание на Стария завет (с изключение на Книга Естир), няколко неканонични книги, известни от други източници, както и текстове, неизвестни от другаде, за които се смята, че са характерни за сектата. Сред тях е „Наръчник по дисциплина“, установяващ строги правила и наказания за нарушаването им, есхатологичният текст „Войната на Синовете на светлината и Синовете на тъмнината“, „Свитък на Храма“, предвиждащ ритуално очистване на Йерусалим, включително чрез забрана на достъпа до града на жени и на използването на външни тоалетни.